# Hapalopus
Genre
Hapalopus est un genre d'araignées mygalomorphes de la famille des Theraphosidae.

## Distribution
Les espèces de ce genre se rencontrent en Colombie, au Brésil, au Venezuela et au Panama.

## Liste des espèces
Selon World Spider Catalog (version 26, 13/07/2025) :
- Hapalopus akroa Moeller, Galleti-Lima & Guadanucci, 2024
- Hapalopus coloratus (Valerio, 1982)
- Hapalopus formosus Ausserer, 1875
- Hapalopus guerreroi Benavides, Osorio, Sherwood, Gabriel, Peñaherrera-R., Hörweg, Brescovit & Lucas, 2024
- Hapalopus guidonae Moeller, Galleti-Lima & Guadanucci, 2024
- Hapalopus nigriventris (Mello-Leitão, 1939)
- Hapalopus platnicki Sherwood, Gabriel, Peñaherrera-R., Osorio, Benavides, Hörweg, Brescovit & Lucas, 2024
- Hapalopus triseriatus Caporiacco, 1955
- Hapalopus vangoghi Osorio, Benavides, Sherwood, Gabriel, Peñaherrera-R., Hörweg, Brescovit & Lucas, 2024

## Systématique et taxinomie
Ce genre a été décrit par Ausserer en 1875 dans les Theraphosidae.

## Publication originale
- Ausserer, 1875 : « Zweiter Beitrag zur Kenntniss der Arachniden-Familie der Territelariae Thorell (Mygalidae Autor). » Verhandlungen der kaiserlich-königlichen zoologisch-botanischen Gesellschaft in Wien, vol. 25, p. 125-206 (texte intégral).